# Santa Marta de Moreiras
Moreiras (llamada oficialmente Santa Marta de Moreiras) es una parroquia del municipio español de Pereiro de Aguiar, en la provincia de Orense, Galicia. 

## Organización territorial
La parroquia está formada por quince entidades de población:
- Boeiros
- Campamento Monterrey (Monterrei)
- Casmartiño
- Caspiñón
- Cimadevila
- La Chaira (A Chaira)
- La Medorra (A Medorra)
- Los Gozos (Os Gozos)
- Outeiro (O Outeiro)
- Outeiromeao
- Pedrayo (Pedraio)
- Penedo (O Penedo)
- Pioselo
- Santa Marta
- Urbanización Veiga de Abaixo

## Demografía
| Gráfica de evolución demográfica de Moreiras entre 2000 y 2023 |
|                                                                |
| Datos según el nomenclátor publicado por el INE.               |